# 韓裔紐西蘭人
韓裔新西兰人，可以指具有韓國人血统的新西兰公民或者居住在新西兰的韓国侨民。
社羣歷史：
截至一九八六年，紐西蘭祇有四百二十六名韓裔居民，一九九零年，紐西蘭採取較為開放的移民政策，韓裔人口有幾何級數的增長。根據二零一八年的人口普查，紐西蘭的韓國裔人口有三萬五千六百六十四人.（ 資料來源：korean new zealanders wikipedia )

## 延伸閱讀
- Collins, Francis Leo,  (Thesis), Ph.D. thesis, University of Auckland, 2006, hdl:2292/2252
- Gu, Bon-gyu,  (PDF), M.A. thesis, Seoul: Hanyang University, February 1997, （原始内容 (PDF)存档于2006-03-25）
- Gim, Yeong-seong, , Haeoe Dongpo, May 1994, (5): 18–25
- Park, Shee-Jeong,  (Thesis), Ph.D. thesis, University of Auckland, 2007, hdl:2292/393